# Murony
Murony là một thị trấn thuộc hạt Békés, Hungary. Thị trấn này có diện tích 35,68 km², dân số năm 2010 là 1268 người, mật độ 36 người/km².